# Al-Qàïm (abbàssida del Caire)
Abu-l-Baqà Hamza al-Qàïm bi-amr Al·lah —àrab: أبو البقاء حمزة القائم بأمر الله, Abū l-Baqāʾ Ḥamza al-Qāʾim bi-amr Allāh—, més conegut pel seu làqab com a al-Qàïm (?-1459), fou califa abbàssida del Caire (1450-1455), sota la tutela dels mamelucs d'Egipte.